# Avon, Ohio
Avon là một thành phố thuộc quận Lorain, tiểu bang Ohio, Hoa Kỳ. Năm 2010, dân số của thành phố này là 21193 người.

## Dân số
- Dân số năm 2000: 11446 người.
- Dân số năm 2010: 21193 người.